# Methion
Methion là một chi bướm ngày thuộc họ Bướm nâu.